# Blake Manoff
Blake Manoff (19 de febrero de 2001) es un deportista de Estados Unidos que compite en natación. Ganó una medalla de plata en el Campeonato Mundial Junior de Natación de 2019, en la prueba de 4 × 100 m estilos.